# R136
R136 (genauer auch RMC 136 als Akronym für Radcliffe Observatory Magellanic Clouds catalogue) ist ein Supersternhaufen, ein großer offener Sternhaufen, der sich inmitten des Tarantelnebels in der Großen Magellanschen Wolke befindet. Der Sternhaufen ist etwa 1–2 Millionen Jahre alt. R136 besteht aus jungen, massereichen Sternen, deren harte Strahlung den Nebel zum Glühen bringt und ihm ein spezifisches, von Fäden durchzogenes Aussehen verleiht. Zahlreiche junge Sterne, auch vom Typ Wolf-Rayet-Stern, zählen zur Spektralklasse O3; 39 davon wurden bisher bestätigt.
Der Sternhaufen wird heute (2014) unterteilt in den Teilhaufen R136a und den Wolf-Rayet-Stern R136b.

## R136a
R136a wurde erst als supermassiver Stern von etwa 2.000 Sonnenmassen gehandelt, dann auf 750 Sonnenmassen geschätzt. Die in letzterwähnter Arbeit aufgekommene Vermutung, dass R136a ein extrem dichter Haufen aus mehreren Sternen sei, konnte durch Speckle-Beobachtungen und später mit Aufnahmen des Hubble-Weltraumteleskops bestätigt werden. R136a ist also weiter aufgelöst worden, zum Beispiel in R136a1 und R136a2 (1984) und R136a5 (1998). Der aktuelle Stand (2023) weist die Sterne R136a1 bis R136a24 aus.

Der blaue Hyperriese R136a1 ist einer der massereichsten Sterne, die derzeit bekannt sind. R136a1 befindet sich im nebenstehenden Foto rechts im hellen Zentrum von R136.

## R136b
R136b (andere Bezeichnungen: HD 36402 bzw. BAT99-38) ist ein Wolf-Rayet-Stern als Mitglied eines Mehrfach-Systems, welcher von einem sehr heißen Staubnebel umgeben ist.